# ¡En vivo y a todo calor!
¡En Vivo y a Todo Calor! (también conocido como En vivo!!! y a todo calor: En el Hollywood Palladium o simplemente En el Hollywood Palladium) es el segundo álbum en vivo de la banda de rock El Tri, lanzado en formato casete y disco compacto en 1991 por Warner Music Group. Fue relanzado un año después en formato de VHS.
Este álbum en directo fue grabado durante una presentación realizada en el Hollywood Palladium de Los Ángeles, California, EE. UU.

## Lista de canciones
| Side one |                                      |                         |          |  |
| N.º      | Título                               | Escritor(es)            | Duración |  |
| 1.       | «Perro negro»                        | Álex Lora               | 3:40     |  |
| 2.       | «Viejas de vecindad»                 | Álex Lora               | 4:52     |  |
| 3.       | «Nunca digas que no»                 | Álex Lora               | 6:00     |  |
| 4.       | «Oye cantinero»                      | Álex Lora               | 5:15     |  |
| 5.       | «Un día en la vida»                  | Álex Lora               | 5:14     |  |
| 6.       | «Metro Balderas»                     | Lora / Rodrigo González | 5:10     |  |
| 7.       | «Nocivo para la salud»               | Álex Lora               | 2:55     |  |
| 8.       | «María Sabina»                       | Álex Lora               | 5:00     |  |
| 9.       | «Que viva el rock and roll»          | Álex Lora               | 3:03     |  |
| 10.      | «Mente rockera»                      | Álex Lora               | 4:50     |  |
| 11.      | «Encuentros cercanos de tercer sexo» | Álex Lora               | 5:50     |  |
| 12.      | «El as no conocido»                  | Lora / Sergio Mancera   | 2:51     |  |
| 13.      | «Millones de niños»                  | Álex Lora               | 6:45     |  |
| 14.      | «Abuso de autoridad»                 | Álex Lora               | 3:22     |  |

## Créditos
- Álex Lora — voz y guitarra
- Rafael Salgado — armónica
- Felipe Souza — guitarra
- Eduardo Chico — guitarra
- Rubén Soriano — bajo
- Pedro Martínez — batería